# Fissidens jungermannioides
Fissidens jungermannioides är en bladmossart som beskrevs av Griffith 1842. Fissidens jungermannioides ingår i släktet fickmossor, och familjen Fissidentaceae. Inga underarter finns listade i Catalogue of Life.